# Бретонвиле
Бретонвиле (фр. Bretonvillers) насеље је и општина у источној Француској у региону Франш-Конте, у департману Ду која припада префектури Монбелијар.
По подацима из 2011. године у општини је живело 233 становника, а густина насељености је износила 17,06 становника/km². Општина се простире на површини од 13,66 km². Налази се на средњој надморској висини од 723 метара (максималној 922 m, а минималној 445 m).

## Демографија
| 1962. | 1968. | 1975. | 1982. | 1990. | 1999. | 2011. |
| ----- | ----- | ----- | ----- | ----- | ----- | ----- |
| 345   | 362   | 308   | 251   | 236   | 240   | 233   |

График промене броја становника у току последњих година